# Swell (Gloucestershire)
Pour les articles homonymes, voir Swell (homonymie).
Swell est une paroisse civile et un village du Gloucestershire, en Angleterre.